# Чечня и чеченцы
«Чечня и чеченцы» — историческая монография, написанная кавказоведом А. П. Берже и изданная в 1859 году в Тифлисе. Содержит географическое и топографическое описание Чечни, описание обществ чеченцев, ингушей и орстхойцев (которых Берже рассматривал как единую этническую общность — чеченцев), их обрядов и традиций, отдельная глава посвящена вайнахским преданиям.

## Автор
А. П. Берже родился в 1828 году в семье французского эмигранта. Он получил хорошее образование в Санкт-Петербурге, изучал восточные языки, в 1852 году был командирован для чиновничьей службы на Кавказ. Больше 20 лет он состоял на службе при наместниках на Кавказе. Являлся председателем кавказской археографической комиссии, издал солидное исследование о времени русского владычества на Кавказе. Подготовил к печати 12-томное собрание документов — Акты Кавказской археографической комиссии (АКАК) важнейший источник по истории народов Кавказа. На Кавказе он провел практически всю жизнь (умер в 1886 году), издал около 80 научных работ.
Русский драматург А. Н. Островский отзывался о Берже следующим образом: глубокое знание истории, географии и этнографии Кавказского края делало А. П. Берже «незаменимым собеседником и первым лицом на Кавказе по своему обширному знакомству с краем».

## Содержание
Источниками для Берже послужили документы штаба Кавказской армии, «Краткое описание происхождение чеченцев…» генерала Р. К. Фрейтага, «Военно-статистическое и топографическое описание Большой и Малой Чечни» капитана Генерального штаба М. Я. Ольшевского, а также вайнахские предания и легенды, сообщенные ему разными лицами. Автор также использовал сведения иностранных источников. Географические и топографические сведения, предоставил штабс-капитан корпуса топографов И. М. Савельев.
Первые главы работы А. П. Берже посвящены географическому описанию населенных пунктов Чечни, в том числе и исчезнувших в результате военных экспедиций царских войск в ходе Кавказской войны. Третья глава содержит весьма богатые фактическим материалом описание чеченских «племен», по существу обществ, в последней приводятся исторические легенды и предания о происхождении чеченцев и их истории.

## Карта и таблицы

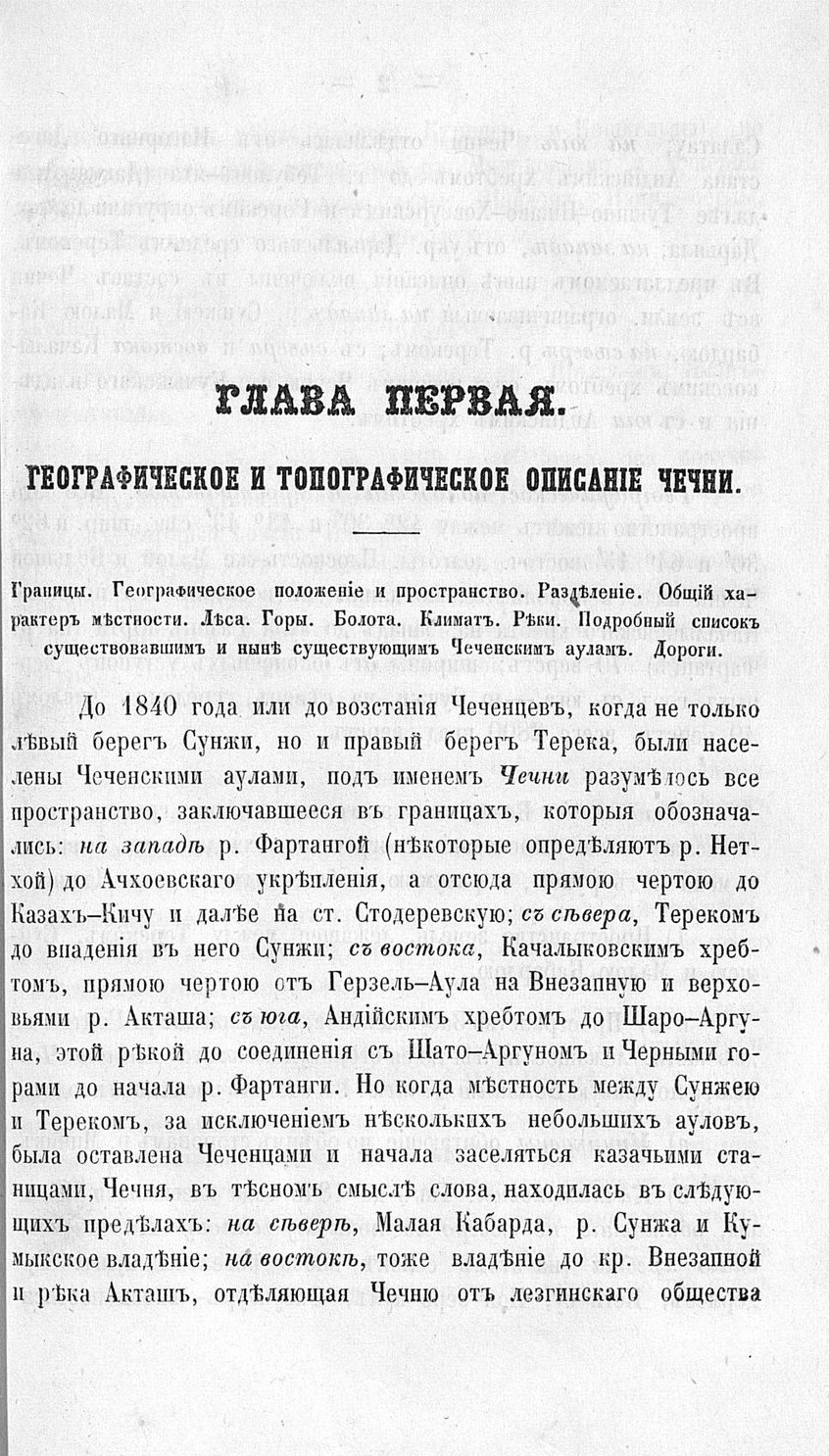
Географическое и топографическое описание Чечни
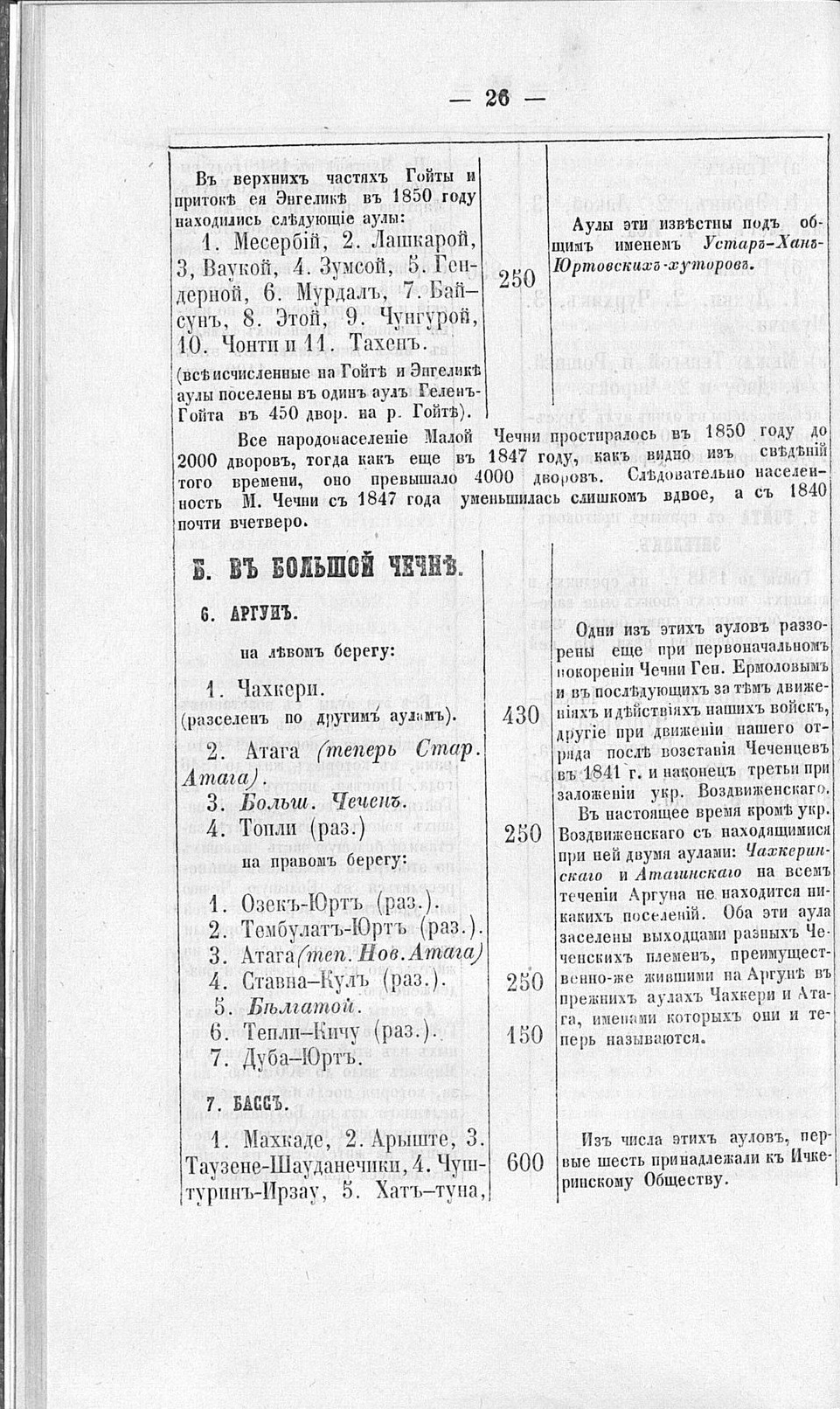
Большая Чечня (таблица)
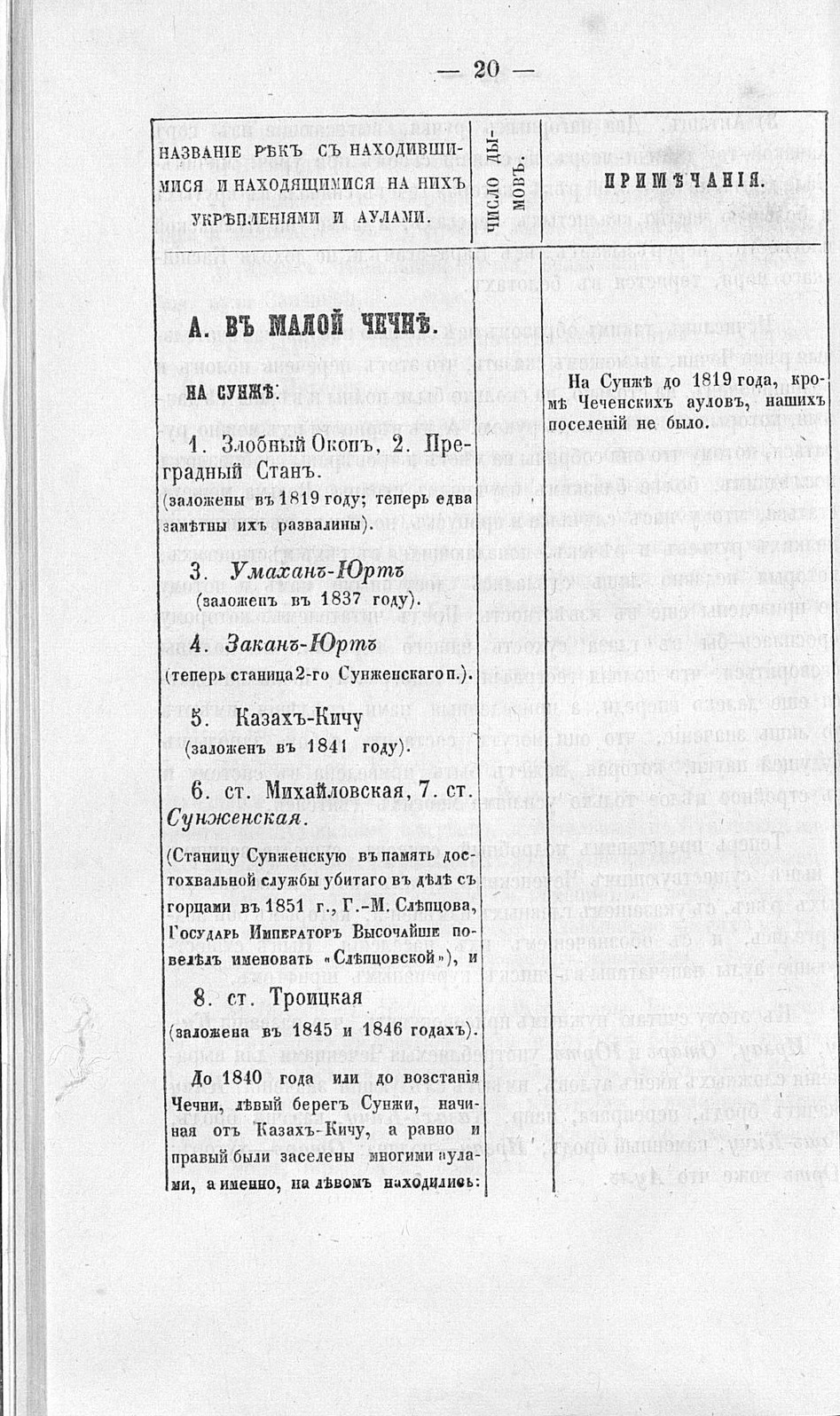
Малая Чечня
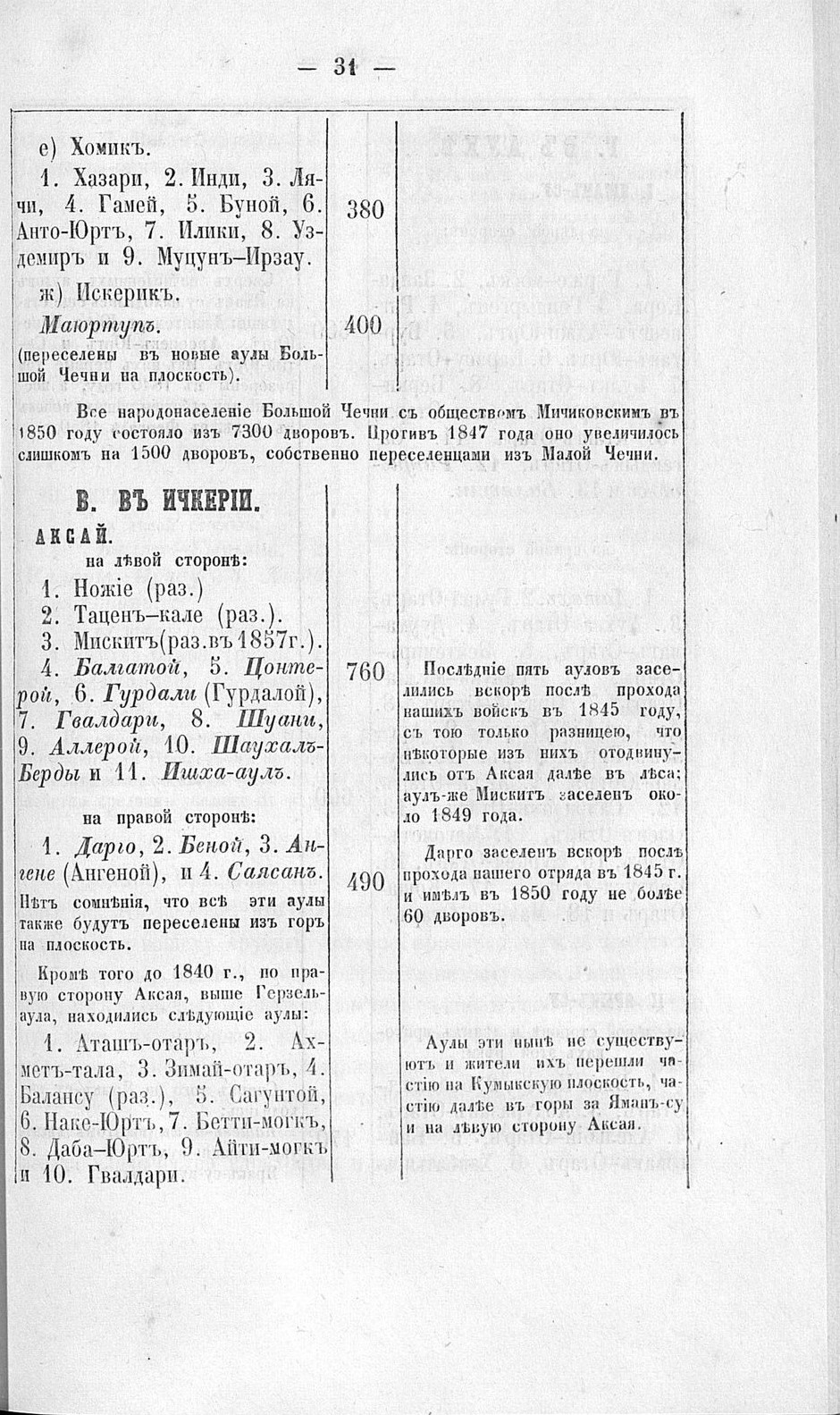
Ичкерия
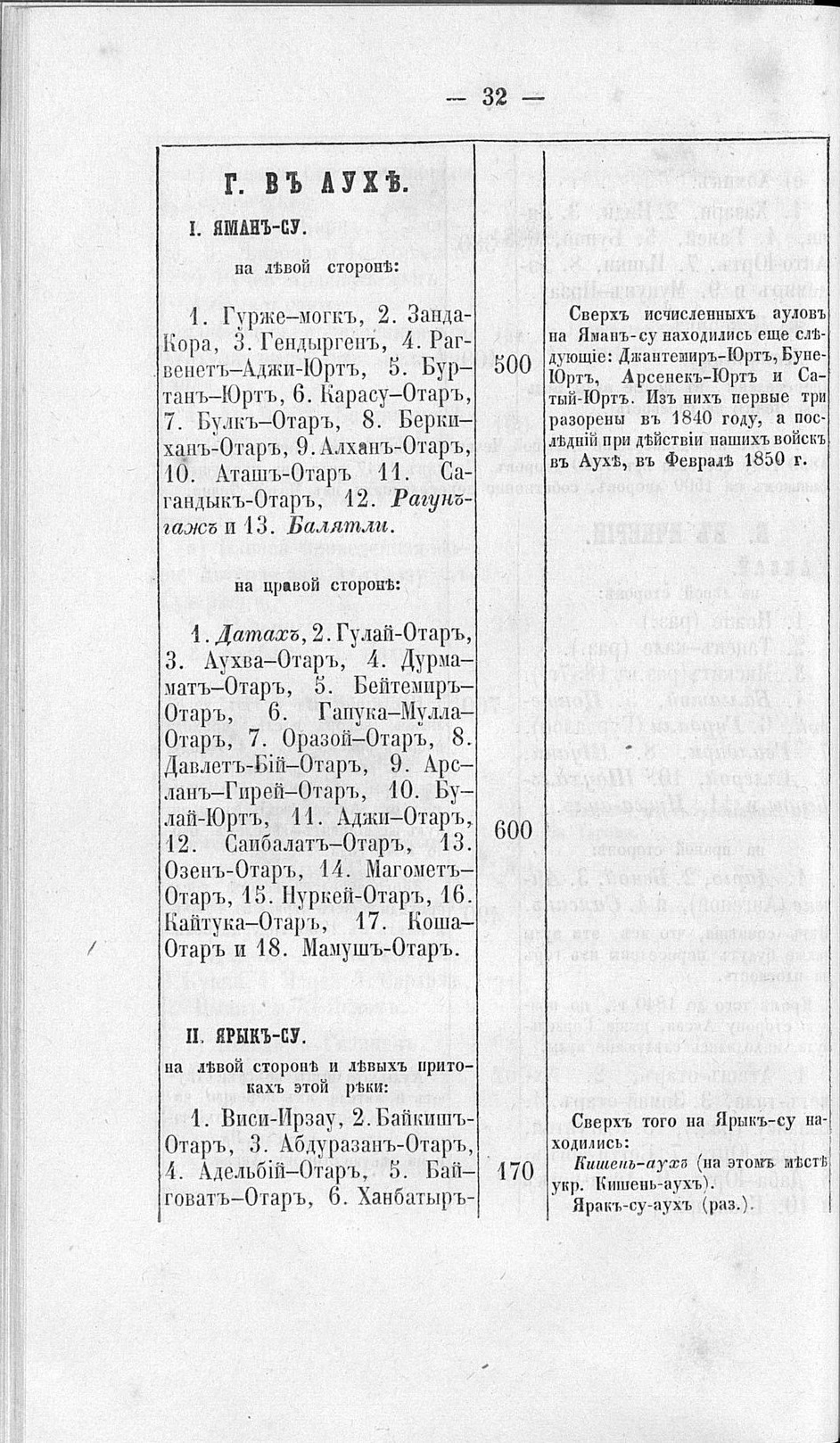
Аух историческая область Чечни
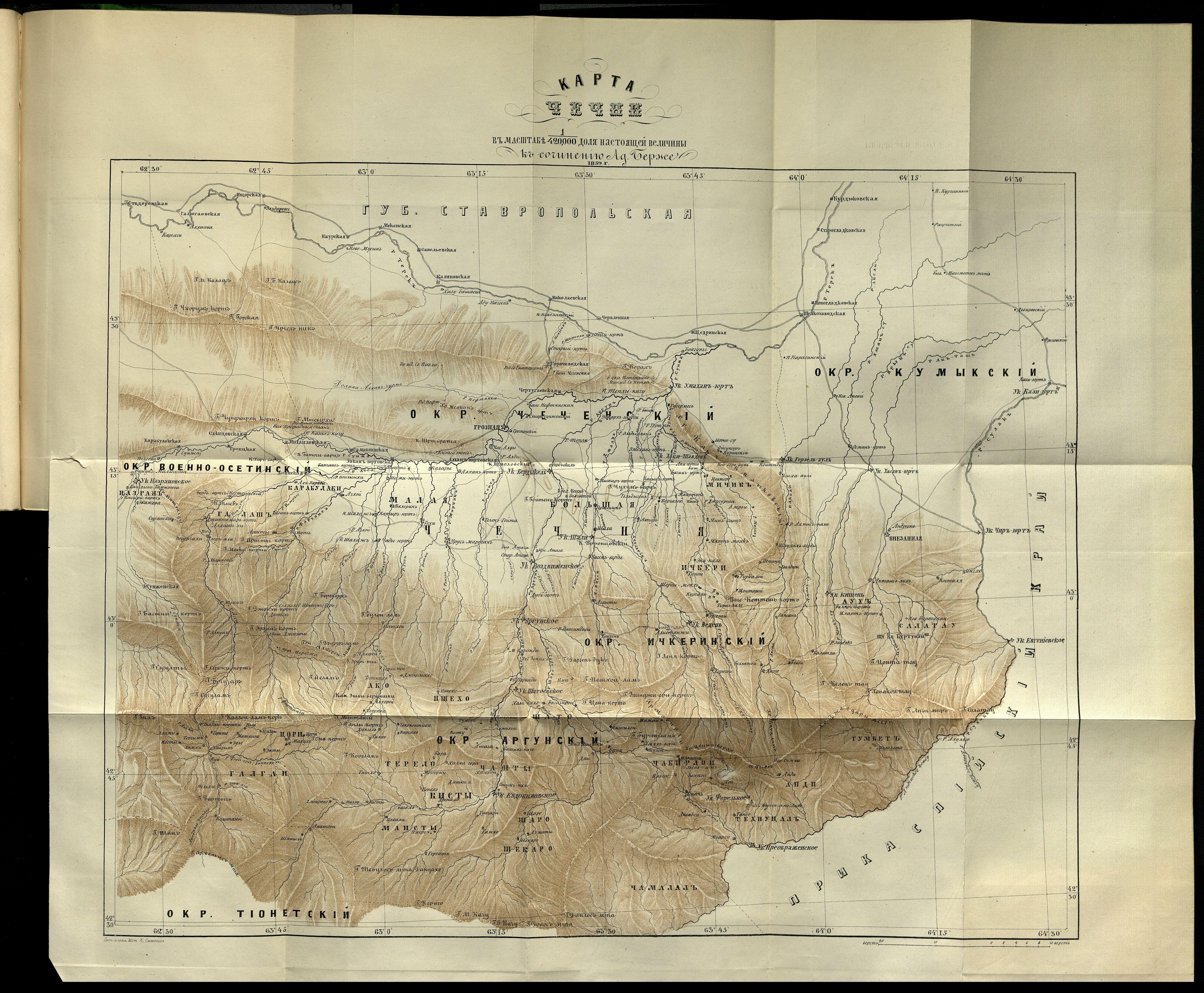
Карта Чечни (1859)

## Оглавление
1. Географическое и топографическое описание Чечни. Границы. Географическое положение и пространство. Разделение. Общий характер местности. Леса. Горы. Болота. Климат. Реки. Подробный список существовавшим и ныне существующим Чеченским аулам. Дороги.
2. Краткое описание пространства между Тереком и Сунжею. Горы. Реки. Дороги. Минеральные источники. Нефтяные родники. Солончаки. Список укрепленным местам на левому берегу Сунжи и внутри описываемого пространства, а также чеченским аулам по левому берегу Терека и по Сунже.
3. Чеченские племена. Назрановцы. Карабулаки. Галашевцы. Джерахи. Кисты. Галгаевцы. Цоринцы. Ако или Акинцы. Пшехой или Шопоты. Шубузы или Шатой. Шаро или Киалал. Джан-Бутри. Чаберлой или Тадбутри. Ичкеринцы. Качкалыки. Мичиковцы. Ауховцы Чеченцы Терские и Сунженские. Брагуны. Вера. Духовенство. Язык. Характер и быт Чеченцев. Земледелие, скотоводство, промышленность и торговля. Разделение народа на классы и отношения их между собою. Лай и ясиры. Управление. Адат и Шариат. Право канлы или кровомщение. Отношения отца к детям и обряд сватовства. Отношения мужа к жене Право наследства. Духовные завещания и опека. Подробности суда и расправы по адату и шариату. Обряд суда по адату. Какие дела и преступления рассматриваются адатом? Определение адата. Изменение адата в отношении женщин. Обряд суда по шариату. Определение Шариата. Восстание Чечни и призвание Шамиля. Меры, принятые Шамилем к упрочению своей власти. Мюриды. Управление и разделение Чечни на наибства и округи. Военные постановления. Награды. Доходы. Заключение.
4. Предания Чеченского народа.